# Jürgen Eppelsheim
Jürgen Eppelsheim (* 27. Mai 1930 in Ludwigshafen; † 16. Januar 2024) war ein deutscher Musikwissenschaftler.

## Leben
Eppelsheim studierte Musikwissenschaft lateinische und romanische Philologie in Heidelberg, Mainz und München bei Thrasybulos Georgiades. Nach der Promotion 1958 in München und dem Lehramts-Staatsexamen (Französisch, Latein, Italienisch) in Heidelberg 1960 war er wissenschaftlicher Mitarbeiter der Württembergischen Landesbibliothek. Ab 1961 wirkte er als wissenschaftlicher Assistent für Musikwissenschaft der Universität München. Nach der Habilitation 1972 zum Professor lehrte er von 1978 bis 1995 in München. Seine Forschungsgebiete waren die Geschichte der europäischen Musikinstrumente und die Einsatzweise des Instrumentariums im Ensemble.
Der Instrumentenbauer Benedikt Eppelsheim war sein Sohn.

## Schriften (Auswahl)
- Das Orchester in den Werken Jean-Baptiste Lullys. Tutzing 1961, OCLC 715174963.
- Die Amorbacher Stumm-Orgel. Regensburg 1995, OCLC 75644679.